# Drimia exigua
Drimia exigua là một loài thực vật có hoa trong họ Măng tây. Loài này được Stedje mô tả khoa học đầu tiên năm 1994.